# Rodrigo Duterte
Rodrigo Roa Duterte (Maasin, 28 maart 1945) is een voormalig Filipijns politicus die van 2016 tot 2022 de 16e president van de Filipijnen was. Daarvoor was hij van 1988 tot 1998, van 2001 tot 2010 en van 2013 tot 2016 burgemeester van Davao City, de grootste stad in het zuiden van de Filipijnen. Duterte stond bekend om zijn populistische en soms controversiële uitspraken en wordt vanwege zijn zerotoleranceaanpak van criminelen ook wel The Punisher genoemd.
In twintig jaar tijd maakte hij van Davao City, dat voorheen bekendstond als de 'moordhoofdstad van de Filipijnen', een vreedzame stad. Hij is een voorstander van het homohuwelijk en heeft kritiek op de Katholieke Kerk vanwege haar weerstand tegen artificiële voorbehoedmiddelen. In oktober 2021 kondigde Rodrigo Duterte aan dat hij in 2022 geen kandidaat was voor het vicepresidentschap en dat hij zich terug zou trekken uit het politieke leven.
Duterte werd op 11 maart 2025 op het vliegveld van Manilla na terugkeer van een reis naar Hongkong gearresteerd en vervolgens overgebracht naar Den Haag waar hij terechtstaat voor het Internationaal Gerechtshof wegens misdaden begaan tegen de menselijkheid in zijn strijd tegen drugs. De uitlevering vond plaats met steun van de regering van de Filipijnse president Ferdinand Marcos. 
Op 12 mei 2025 werd Duterte gekozen tot burgemeester van Davao City, de stad waar hij eerder al burgemeester was. Op dat moment zat hij nog in voorarrest in Den Haag.

## Vroege levensloop en carrière
Rodrigo Duterte werd geboren op 28 maart 1945 in Maasin in de Filipijnse provincie Southern Leyte. Zijn ouders Vicente Duterte en Soledad Duterte (geboortenaam: Soledad Roa) vertrokken in 1951 naar Davao, waar Duterte senior werkte als advocaat en later werd gekozen tot gouverneur van de toen nog ongedeelde provincie Davao. Na het voltooien van zijn middelbareschoolopleiding aan de Holy Cross of Digos, behaalde Rodrigo Duterte in 1968 een Bachelor of Arts-diploma aan het Lyceum of the Philippines. In 1972 voltooide hij tevens een bacheloropleiding rechten aan San Beda College en slaagde hij voor het toelatingsexamen (bar exam) voor de Filipijnse balie.

## Burgemeester van Davao City
Na de val van Ferdinand Marcos in 1986 werd Duterte door de nieuwe regering onder leiding van Corazon Aquino aangesteld als waarnemend viceburgemeester van Davao City. Bij de eerstvolgende verkiezingen in 1988 deed hij met succes mee aan de burgemeestersverkiezingen voor de stad. Nadat hij in 1992 en 1995 herkozen was, stelde Duterte zich na zijn derde en dus wettelijk gezien laatste termijn, bij de verkiezingen van 1998 met succes kandidaat voor een zetel in het Filipijns Huis van Afgevaardigden namens het eerste kiesdistrict van Davao City. Na deze termijn werd Duterte opnieuw drie termijnen op rij gekozen tot burgemeester van de stad. Bij de verkiezingen van 2010 werd zijn dochter Sara Duterte gekozen als zijn opvolger. Duterte zelf won de verkiezingen voor viceburgemeester. Drie jaar later werd Duterte opnieuw gekozen als burgemeester.
Bij de verkiezingen van 2013 werd Duterte voor de zevende maal gekozen tot burgemeester van Davao City. Zijn zoon Paolo Duterte werd bij die verkiezingen gekozen tot viceburgemeester.

## Presidentsverkiezingen 2016
Hoewel hij in de jaren voorafgaand aan de verkiezingen van 2016 koketteerde met een kandidaatstelling, kondigde hij in 2015 definitief aan zich geen kandidaat te stellen voor het presidentschap. In plaats daarvan liet hij zich opnieuw registreren als kandidaat voor de burgemeestersverkiezingen van Davao City. Op 21 november kondigde Duterte echter aan dat hij, hoewel de sluitingsdatum voor registratie voor de verkiezingen al gepasseerd was, toch mee wilde doen aan de presidentsverkiezingen. Duterte maakte daarbij gebruik van het feit dat de Filipijnse wet het politieke partijen toestaat om een vervangende kandidaat aan te wijzen. Gedurende de campagne bleek uit peilingen al dat Duterte een van de meest kansrijke kandidaten was. In de aanloop naar de verkiezingen kwam hij diverse keren negatief in het nieuws. Zo noemde hij paus Franciscus een klootzak toen hij vast kwam te staan in de files die werden veroorzaakt door diens bezoek aan het land. Later haalde Duterte de internationale pers door uitspraken die hij deed naar aanleiding van de moord op en verkrachting van een Australische vrouwelijke missionaris bij een gevangenisopstand in Davao in 1989, waarop hij grapte het vreselijk te vinden, ook omdat hij als burgemeester toch wel als eerste aan de beurt had mogen zijn. Zijn populariteit in de peilingen bleef echter onverminderd groot, mede door zijn belofte dat hij de criminaliteit en corruptie in de Filipijnen binnen korte tijd wilde doen verminderen. Duterte maakte duidelijk dat hij zich niks zal aantrekken van wetten en mensenrechten als die hem in de weg staan om dat te bereiken. Duterte staat een keiharde aanpak van criminelen voor. In Davao City heeft hij volgens mensenrechtenorganisaties al zeker duizend vermeende criminelen zonder proces laten vermoorden door doodseskaders.
Bij de presidentsverkiezingen op 9 mei 2016 won hij met 39 procent van de stemmen. Zijn tegenstanders waren Mar Roxas, Grace Poe, Jejomar Binay en Miriam Defensor-Santiago.

## Presidentschap

### Binnenlands beleid
Oorlog tegen drugs
Op 30 juni 2016 werd hij als president geïnstalleerd. Nog diezelfde dag uitte hij felle kritiek op drugshandelaren en riep hij zijn toehoorders op dealers en verslaafden te vermoorden: 'Deze hoerenzonen verwoesten onze kinderen (...) En als jullie verslaafden kennen, ga je gang en vermoord hen zelf maar, want het zou wel erg pijnlijk zijn om ze te laten vermoorden door hun eigen ouders.' Hierop ontstond een bloedige landelijke heksenjacht tegen al dan niet-vermeende drugsgebruikers, dealers en 'pushers'. Sinds zijn oproep om drugsdealers te vermoorden werden anno 2016 meer dan 3600 mensen gedood. Tijdens Dutertes presidentschap zouden volgens nationale politiediensten uiteindelijk ongeveer 6.000 mensen gedood zijn. Mensenrechtenorganisaties spraken zelfs van 30.000 slachtoffers.
Begrafenis Ferdinand Marcos
Een van de verkiezingsbeloften van Duterte was dat hij als president toestemming zou geven om voormalig president Ferdinand Marcos te begraven op het Libingan ng mga Bayani (de begraafplaats voor helden). Deze wens van de familie Marcos was door voorgaande presidenten steeds afgewezen, al dan niet onder druk van de publieke opinie. Hoewel een begrafenis van Marcos, als voormalig president en als oud-militair, formeel past binnen de regels voor deze begraafplaats lag dit gevoelig bij een deel van de Filipijnse bevolking, vanwege de misstanden tijdens zijn autoritaire regime. Nadat Duterte in augustus 2016 formeel toestemming gaf, tekenden tegenstanders bezwaar aan bij het Hooggerechtshof van de Filipijnen. In november verwierp het hof met 9-5 het protest tegen het voornemen. Op 19 november werd daarop het lichaam van Marcos zonder enige aankondiging overgevlogen vanuit zijn geboorteprovincie Ilocos Norte naar de begraafplaats in Taguig en werd Marcos begraven in besloten kring, maar met volledige militaire eer.
Gratis verspreiding anticonceptiemiddelen
In januari 2017 besloot Duterte gratis anticonceptie- en andere voorbehoedsmiddelen te gaan verspreiden onder miljoenen vrouwen, tegen de zin van de katholieke kerk. De maatregel volgde nadat uit een VN-rapport was gebleken dat de Filipijnen het enige land in de regio was met een stijgend aantal tienerzwangerschappen. De president sprak van een keuze voor het leven, voor vrouwen, voor kinderen en voor economische ontwikkeling. Het plan was bedoeld voor vrouwen die zelf de middelen niet hebben om anticonceptiepillen aan te schaffen. Van de zes miljoen vrouwen zonder toegang tot anticonceptiva, leefden er twee miljoen onder de armoedegrens. Tegen 2018 zouden deze twee miljoen vrouwen gratis toegang moeten hebben tot anticonceptie en de overige vier miljoen snel daarna. Duterte benadrukte dat volgens hem gezinsplanning een krachtig wapen vormt in de strijd tegen de wijdverspreide armoede.
De grootschalige sluiting van mijnen
De regering-Duterte besloot in februari 2017 dat 23 van de 41 mijnen in het land definitief dicht moeten omdat ze milieuregels overtreden en actief zijn in ecologisch kwetsbare waterscheidingsgebieden. Rodrigo Duterte liet al tijdens zijn verkiezingscampagne weten dat de Filipijnen best zonder mijnbouw kunnen. Tevens werden 75 mijncontracten per direct ontbonden. Mijnbouwbedrijven komen in de Filipijnen vaak in beeld als schenders van mensenrechten, natuur en milieu.
Arrestatie voormalig minister van Justitie
Op 24 februari 2017 werd senator en voormalig minister van Justitie Leila de Lima gearresteerd. Zij wordt ervan beschuldigd geld te hebben aangenomen van drugsdealers die in de gevangenis zaten toen ze minister van Justitie was onder president Aquino. Leila de Lima en diverse mensenrechtenorganisaties als Human Rights Watch houden het op een politieke heksenjacht van de regering-Duterte op een van haar grootste critici. Politieke voorstanders van Duterte beweren op hun beurt dat Leila de Lima zich in beeld brengt als 'martelaar' terwijl ze zich als minister stevig heeft verrijkt met geld van drugsdealers.

### Buitenlands beleid

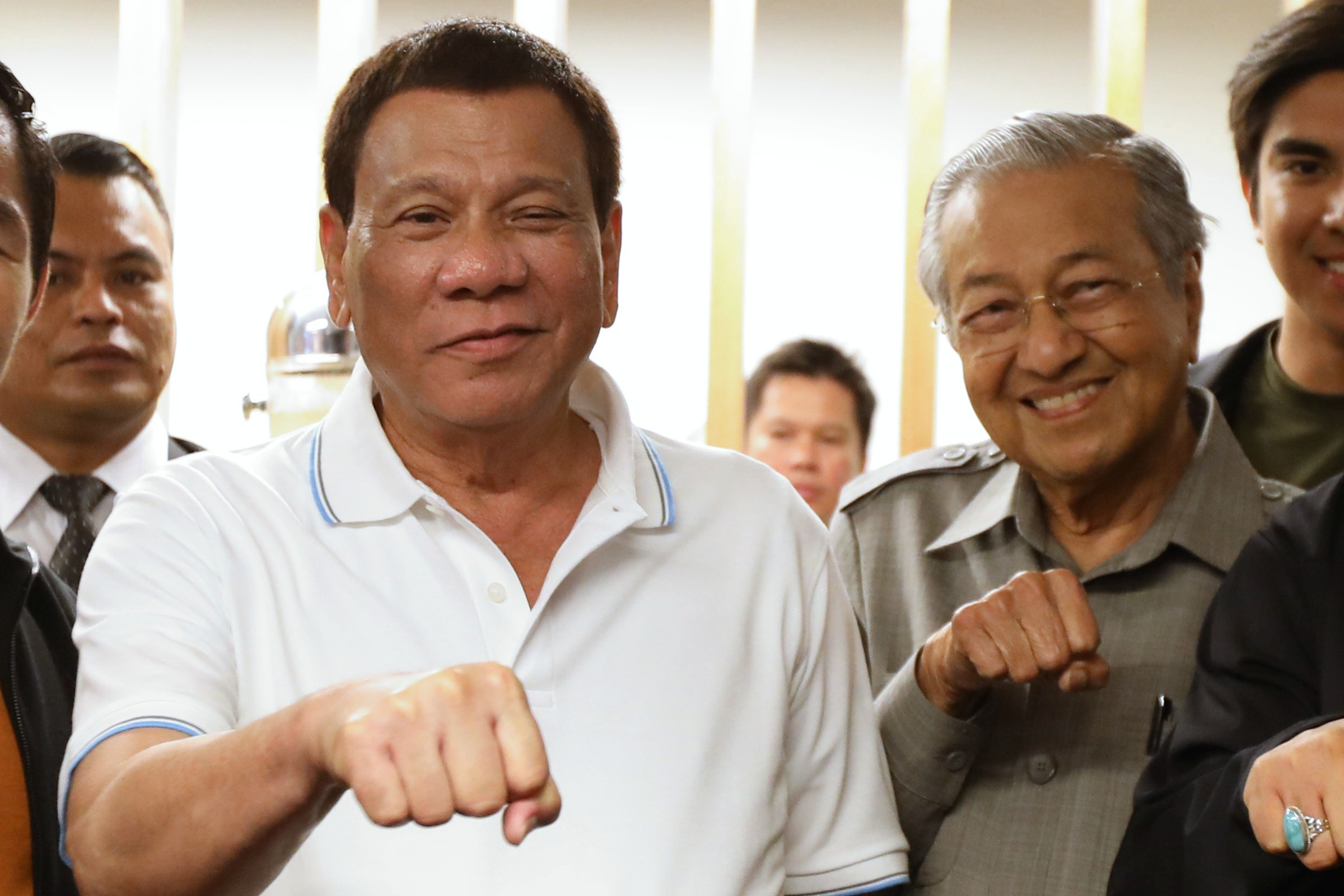
Duterte en de Maleisische premier Mahathir Mohammed (15 juli 2018)

Op 6 september 2016 werd bekend dat de president van de Verenigde Staten Barack Obama een ontmoeting met Duterte had afgezegd vanwege diens eerdere uitspraak dat Obama een 'hoerenzoon' was. Obama had eerder aangegeven tijdens een top in Laos de president van de Filipijnen te willen aanspreken op zijn drugsbeleid.
Duterte kondigde aan de betrekkingen met de VS te willen herzien en het defensieverdrag te zullen opzeggen. Demonstratief plaatste hij een wapenorder in Rusland. Na de inauguratie van Donald Trump ontdooiden de Amerikaans-Filipijnse relaties echter snel.

## Internationaal Strafhof
Naar aanleiding van zijn war on terror tijdens zijn presidentschap startte het Internationaal Strafhof in Den Haag in februari 2018 een vooronderzoek. Als reactie daarop maakte Duterte een maand later bekend dat de Filipijnen per direct de ratificatie van het Statuut van Rome introkken. Op 11 maart 2025, toen Duterte geen president meer was, werd hij op verzoek van het Internationaal Strafhof gearresteerd op de luchthaven van Manilla en uitgeleverd aan Nederland. De aanklacht tegen hem luidde 'misdaden tegen de menselijkheid' op basis van artikel 7 uit het wetboek van het Strafhof. Op 14 maart verscheen de oud-president voor de eerste keer voor de internationale rechtbank in Den Haag.

## Privé
Duterte was 27 jaar getrouwd met Elizabeth Zimmerman. Door de notoire ontrouw van Duterte, werd het huwelijk in 2000 nietig verklaard voor de burgerlijke rechtbank (echter niet voor de kerk). Samen kregen zij drie kinderen: Paolo, Sebastian en Sara. Nadien ging hij samenwonen met Cielito 'Honeylet' Avanceña, bij wie hij in 2004 nog een dochter kreeg: Veronica.